# Брент Корриган
Брент Ко́рриган (англ. Brent Corrigan), настоящее имя Шон Пол Локхарт (англ. Sean Paul Lockhart; род. 31 октября 1986) — американский актёр кино, гей-порно и модель.

## Биография
Локхарт начал свою порно-карьеру в 2004 году на студии «Cobra Video» в качестве юного смазливого проститута в фильме «Every Poolboy’s Dream» под именем Брент Корриган. Он быстро стал одним из известнейших актёров студии «Cobra Video», где его фильмы с темой незащищённого секса были на вершине рейтингов и в топе продаж.
Под именем Брента Корригана его карьера исполнителя характеризовалась многообразной сексуальной активностью, включая глотание спермы, римминг и первое двойное анальное проникновение в фильмах «Cobra Video», выполненное актёрами Чейзом Маккензи (англ. Chase McKenzie) и Брентом Эвереттом.
В сентябре 2005 года Корриган сделал заявление о том, что он подделал своё удостоверение личности для съёмок в своих первых фильмах, будучи несовершеннолетним, когда они снимались.
Корриган и «Cobra Video» создали каждый по отдельному «официальному» сайту, продвигая исполнителя. 
В 2016 году вышел фильм «Королевская кобра», в котором роль Корригана исполнил Гарретт Клейтон.

## Юные годы
Корриган утверждает, что он родился в городе Льюистон, штат Айдахо, США; воспитан отчимом в Сиэтле, штат Вашингтон и переехал в 2004 году в Сан-Диего, штат Калифорния, чтобы жить со своей матерью. После прибытия в Сан-Диего он, оставленный матерью, был вынужден заботиться о себе сам.
Он говорит, что в 16 лет встретил и начал общаться со взрослым мужчиной, который ввёл его в то, что он рассматривал как нездоровую социальную тусовку.
Мой партнёр познакомил меня с образом жизни, который не был очень подходящим в 16-летнем возрасте. Он был ничтожеством, но оказал наихудшее влияние на меня. Тем не менее я думал, что это то, как геи ведут себя. Я не знал, что большинство гей-сообщества не склонны к наркотикам и злиться друг на друга; что существует такая черта гей-сообщества, как проявление, как ни странно, заботы друг о друге.
Кроме того, он заявляет, что никогда не встречал своего биологического отца.

## Предполагаемое несовершеннолетнее видео
Корриган заявляет, что незадолго до его семнадцатилетия его более старший парень (выше упомянутый) связался с продюсером студии «Cobra Video» и продемонстрировал обнаженного спящего Корригана студии при помощи веб-камеры.

## Обнародование и его последствия

### Заявление Корригана
В сентябре 2005 году адвокат Корригана сделал публичное заявление, что Корриган был несовершеннолетним, когда снимался в нескольких фильмах для «Cobra Video». Позже в статье на AVN.com ноября того же года, Корриган заявил, что получил фальшивые документы, чтобы попасть в порноиндустрию и что ему было 17 лет, когда он снимался в своих первых сценах. В июле/августе 2006 года в интервью журналу GayWebMonkey, Корриган отметил, что несколько раз он явно давал понять своему продюсеру, что он — несовершеннолетний, но продюсер не хотел его слушать и не хотел, чтобы информация была опубликована. Брент утверждал, что продюсер из «Cobra Video» очень ясно дал понять, что если Брент является несовершеннолетним сейчас или был несовершеннолетним во время съемок видео, то проблемы будут у него, а не у них. Кроме того, Брент заявил, что 3 сентября 2005 года продюсер послал ему письмо по электронной почте, в котором говорил, что «с предателями нужно поступать так, как они того заслуживают» и советовал Бренту ждать исков и финансового краха.
Представитель «Cobra Video» заявил в интервью AVN, что им не было ничего известно о несовершеннолетии Брента и что Брент представил им цветные копии всех трёх документов, по которым разрешено идентифицировать личность в их штате, в том числе было представлено свидетельство о рождении, и в них всех в качестве даты рождения Брента был указан 1985 год. Кроме того, представитель «Cobra Video» отметил, что после 13 сентября адвокат Брента отклонял все просьбы Cobra Video о предоставлении им заверенного свидетельства о рождении Брента.
В сентябре 2005 года были выпущены пресс-релизы двух частных негосударственных организаций — «Ассоциации сайтов, выступающих в защиту детей» (Association of Sites Advocating Child Protection, ASACP) и «Коалиции свободы слова» (Free Speech Coalition, FSC), в которых обе организации требовали изъять видео из обращения до тех пор, пока ситуация не прояснится. 13 сентября 2005 года четыре фильма, в которых были спорные сцены с Брентом, были изъяты из продажи Pacific Sun Entertainment — дистрибьютором «Cobra Video».

### Судебные иски
После признания Брента и последующего отзыва спорных фильмов «Cobra Video» подала на Корригана и его деловых партнеров в федеральный суд в Сан-Диего (Калифорния). «Cobra Video» обвиняла Брента в нарушении прав на торговую марку и невыполнении контракта. Кроме того, Брент обвинялся в киберсквоттинге — он зарегистрировал доменное имя  www.brentcorriganonline.com, которое было похоже на доменное имя «Cobra Video»  www.brentcorriganxxx.com. Истцы оценивали свой ущерб в 1 млн долларов США и требовали запретить Бренту использовать сценическое имя «Брент Корриган», так как оно являлось их защищённой торговой маркой. В январе 2007 года Кочис и Корриган удалось достичь предварительного мирового соглашения, которое должно было быть послано Кочису 25 января 2007 года. Финальные слушания были запланированы на 21 февраля 2007 года.

## Смерть Кочиса
24 января 2007 года Брайан Кочис, владелец и основатель студии «Cobra Video», был найден мёртвым в своём доме в штате Пенсильвания; полиция сообщила, что его горло было перерезано, ему было нанесено 28 колотых ран, и его дом был подожжён, чтобы скрыть убийство. Джон Йэйтс (John Yates), калифорнийский адвокат Корригана, заявил, что его клиент был одним из нескольких людей, которые были допрошены, и что Локхарт «вполне» содействует полицейскому расследованию.
Йэйтс позже объявил, что у Локхарта имеется информация о человеке, который встречался с Кочисом в тот день, но они надеются на службы специалистов по уголовному праву, прежде чем говорить с полицией. Далее полиция начала поиски некоего «заинтересованного лица», названного в ходе следствия. 15 мая 2007 года двое хаслеров по вызову и конкурирующих производителей гей-порнографии, Харлоу Куадра (Harlow Cuadra) и Джозеф Мануэль Керекес (Joseph Manuel Kerekes), были обвинены в убийстве Кочиса. Власти заявляют, что эти двое мужчин убили Кочиса, исполняя часть плана, целью которого было получить Корригана для работы на их компанию по производству фильмов для взрослых.

## Нынешнее положение
В 2013 был продюсером фильма «Правда» и режиссёром фильма «Тройная игра», в котором выступил и как актёр.
Сейчас Корриган поддерживает новый блог и персональный сайт. Брент создал этот сайт из-за трудностей, которые у него были с его старым сайтом.

## Видеография

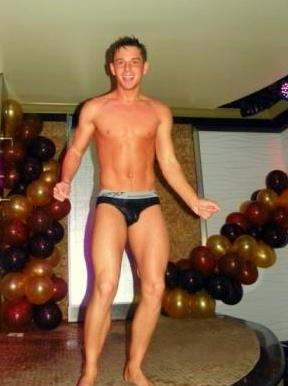

- Every Poolboy’s Dream, 2004
- Schoolboy Crush, 2004
- Cream BBoys, 2006
- The Velvet Mafia, 2006
- Fuck Me Raw, 2006
- Tell Me, 2007
- Another Gay Sequel, 2008
- Brent Corrigan’s Summit, 2008
- Drafted 3, 2008

## Фильмография
- 2009 — Большой гей-мюзикл — мальчик по вызову
- 2009 — Харви Милк (фильм) — телефонное древо (эпизод)
- 2009 — Голубой пирог, продолжение: Парни идут вразнос!
- 2010 — Как Леви Джонсон — модель нижнего белья
- 2011 — I Was a Teenage Werebear (из антологии Chillerama) — Рики
- 2011 — Поцелуй Иуды (Judas Kiss) — Крис Вачовски
- 2013 — Правда (Truth) — Калеб Якобс (Caleb Jacobs)
- 2013 — Тройной крест (Triple crossed) — Эндрю Уорнер (Andrew Warner)